# Cupa României 1988/89
Der Cupa României in der Saison 1988/89 war das 51. Turnier um den rumänischen Fußballpokal. Sieger wurde zum 17. Mal Vorjahressieger Steaua Bukarest, das sich in einer Neuauflage des Vorjahresfinals am 29. Juni 1989 gegen Dinamo Bukarest durchsetzen konnte. Da Steaua auch die Meisterschaft für sich entscheiden konnte, qualifizierte sich Dinamo für den Europapokal der Pokalsieger.

## Modus
Die Klubs der Divizia A stiegen erst in der Runde der letzten 32 Mannschaften ein. Ab dem Achtelfinale fanden alle Spiele – abgesehen vom Finale, das in diesem Jahr ausnahmsweise in Brașov ausgetragen wurde – auf neutralem Platz statt. Es wurde jeweils nur eine Partie ausgetragen. Stand diese nach 90 Minuten unentschieden, folgte eine Verlängerung von 30 Minuten. Falls danach noch immer keine Entscheidung gefallen war, wurde die Entscheidung im Elfmeterschießen herbeigeführt.

## Sechzehntelfinale
| Datum            |                                    | Ergebnis              |                       |
| ---------------- | ---------------------------------- | --------------------- | --------------------- |
| 12. Februar 1989 | AS Explorări Câmpulung Moldovenesc | 2:5                   | AS Armata Târgu Mureș |
| 22. Februar 1989 | Progresul CSȘ Medgidia             | 1:2                   | Dinamo Bukarest       |
|                  | Pandurii Târgu Jiu                 | 0:3                   | Steaua Bukarest       |
| 26. Februar 1989 | Gloria Bistrița                    | 5:0                   | AS Armata Târgu Mureș |
|                  | AS Automatica Bukarest             | 1:1 n. V. (5:6 i. E.) | FCM Brașov            |
|                  | Gloria Buzău                       | 1:0 n. V.             | Oțelul Galați         |
|                  | Farul Constanța                    | 1:0                   | Corvinul Hunedoara    |
|                  | Mureșul Deva                       | 0:1                   | FC Bihor Oradea       |
|                  | Steaua Mecanică Huși               | 3:4                   | Flacăra Moreni        |
|                  | Gaz Metan Mediaș                   | 0:3                   | SC Bacău              |
|                  | ROVA Roșiori                       | 0:2                   | Rapid Bukarest        |
|                  | FC Inter Sibiu                     | 2:0                   | FC Olt Scornicești    |
|                  | Unirea Slobozia                    | 1:0                   | Universitatea Cluj    |
|                  | CFR Timișoara                      | 2:0                   | FC Argeș Pitești      |
|                  | Armătura Zalău                     | 4:1                   | Universitatea Craiova |
| 2. März 1989     | Electromureș Târgu Mureș           | 1:1 n. V. (8:7 i. E.) | Sportul Studențesc    |

## Achtelfinale
| Datum        |                      | Ergebnis              |                          | Ort                   |
| ------------ | -------------------- | --------------------- | ------------------------ | --------------------- |
| 8. Juni 1989 | Dinamo Bukarest      | 1:0                   | FC Inter Sibiu           | Alba Iulia            |
|              | Gloria Buzău         | 3:1                   | Farul Constanța          | Brăila                |
|              | AS Victoria Bukarest | 3:2                   | Flacăra Moreni           | Câmpina               |
|              | Gloria Bistrița      | 2:1                   | Armătura Zalău           | Cluj-Napoca           |
|              | Rapid Bukarest       | 2:1                   | CFR Timișoara            | Drobeta Turnu Severin |
|              | Steaua Bukarest      | 6:3                   | FCM Brașov               | Pitești               |
|              | SC Bacău             | 2:2 n. V. (4:2 i. E.) | Electromureș Târgu Mureș | Sfântu Gheorghe       |
|              | Unirea Slobozia      | 2:0                   | FC Bihor Oradea          | Slobozia              |

## Viertelfinale
| Datum         |                      | Ergebnis |                 | Ort       |
| ------------- | -------------------- | -------- | --------------- | --------- |
| 22. Juni 1989 | AS Victoria Bukarest | 4:2      | Gloria Bistrița | Brașov    |
|               | Rapid Bukarest       | 3:0      | Gloria Buzău    | Bukarest  |
|               | Dinamo Bukarest      | 5:1      | SC Bacău        | Buzău     |
|               | Steaua Bukarest      | 3:1      | Unirea Slobozia | Constanța |

## Halbfinale
| Datum         |                 | Ergebnis |                      | Ort      |
| ------------- | --------------- | -------- | -------------------- | -------- |
| 25. Juni 1989 | Dinamo Bukarest | 2:0      | AS Victoria Bukarest | Brăila   |
|               | Steaua Bukarest | 3:2      | Rapid Bukarest       | Bukarest |

## Finale
| Paarung         | Steaua Bukarest – Dinamo Bukarest |
| Ergebnis        | 1:0 (0:0) |
| Datum           | 29. Juni 1989 |
| Stadion         | Stadionul Municipal, Brașov |
| Zuschauer       | 35.000 |
| Schiedsrichter  | Stefan Dan Petrescu (Bukarest) |
| Tore            | 1:0 Gheorghe Hagi (67). |
| Steaua Bukarest | Silviu Lung, Dan Petrescu, Ștefan Iovan, Adrian Bumbescu, Iosif Rotariu, Tudorel Stoica, Daniel Minea (84. Ilie Stan), Ilie Dumitrescu, Gheorghe Hagi, Marius Lăcătuș (85. Gavril Balint), Victor Pițurcă Cheftrainer: Anghel Iordănescu |
| Dinamo Bukarest | Bogdan Stelea, Ioan Varga, Ioan Andone, Mircea Rednic, Michael Klein, Dorin Mateuț, Ioan Lupescu (46. Costel Orac), Dănuț Lupu, Iulian Mihăescu, Claudiu Vaișcovici, Rodion Cămătaru (78. Florin Răducioiu) Cheftrainer: Mircea Lucescu  |